# Stelis fragrans
Stelis fragrans är en orkidéart som beskrevs av Rudolf Schlechter. Stelis fragrans ingår i släktet Stelis och familjen orkidéer. Inga underarter finns listade i Catalogue of Life.